# استنشاق الدخان

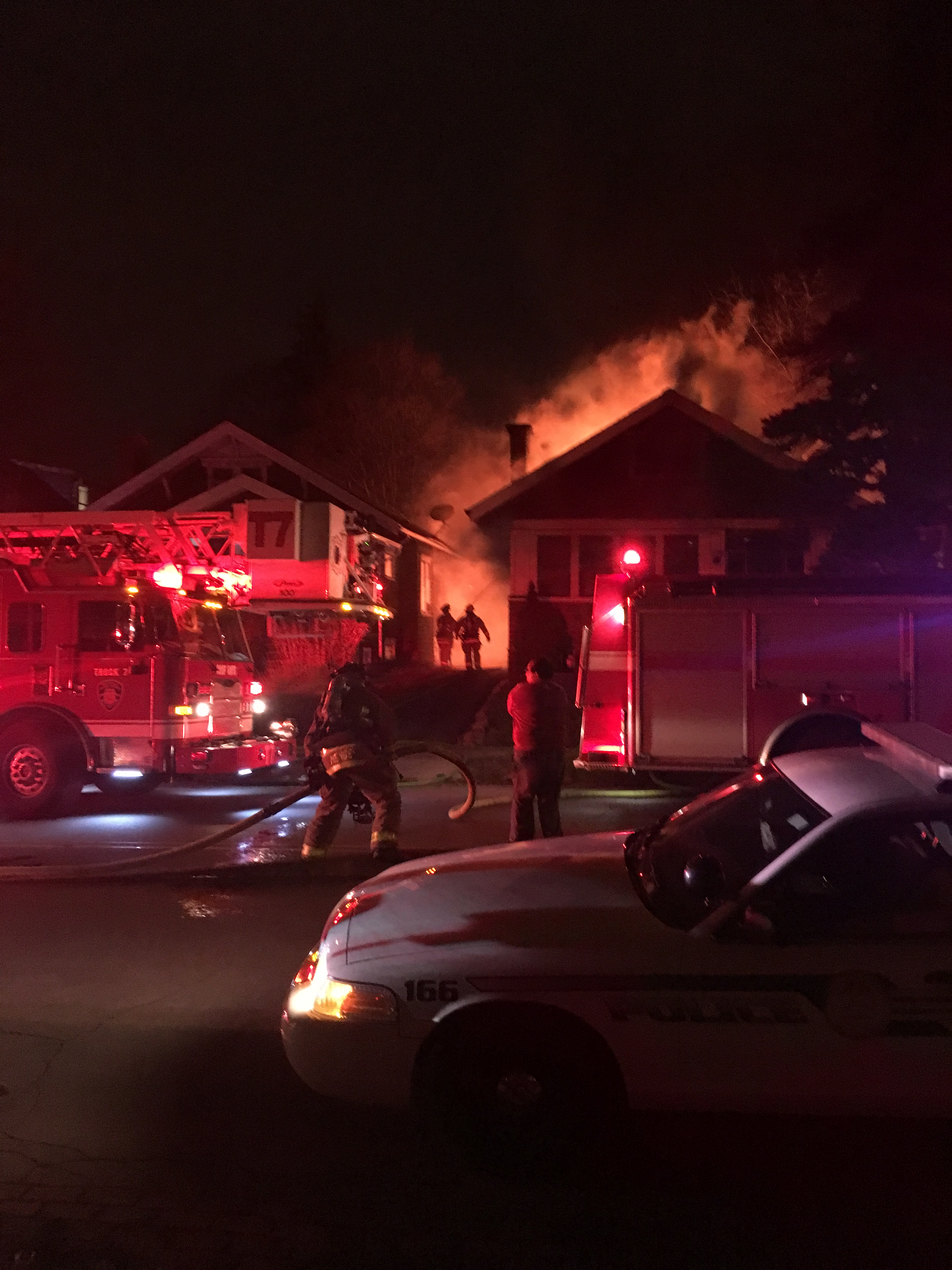
صورة توضح اندلاع حريق ما في بلدة امريكية

استنشاق الدخان هو السبب الرئيسي للوفاة بين ضحايا الحرائق في الأماكن المغلقة.
إصابة استنشاق الدخان هي الإصابة الناتجة عن استنشاق الغازات الساخنة الناجمة عن عملية الاحتراق أو التعرض لها، ومن الممكن أن تتسبب هذه الحالة بمضاعفات خطيرة في الجهاز التنفسي.
ويقدر أن 50-80٪ من وفيات الحرائق يسببها استنشاق الدخان، بما في ذلك حروق في الجهاز التنفسي. يتسبب الدخان الساخن بأضرار قد تصل إلى الوفاة منها الأضرار الحرارية أو التسمم أو الالتهاب الرئوي ، وتلك الأضرار يسببها أول أكسيد الكربون والسيانيد ومنتجات الاحتراق الأخرى.

## علامات و أعراض
تتراوح الأعراض من السعال والتقيؤ إلى الغثيان والنعاس والارتباك، حروق الأنف والفم والوجه و شعر الأنف و صعوبة في التنفس و تشكل بلغم كربوني (اللعاب المحروق) هي أيضا علامات ناجمة عن استنشاق الدخان.[بحاجة لمصدر] حوالي ثلثي المرضى الذين يتم إدخالهم إلى وحدة الحروق لديهم إصابة رئوية من استنشاق الدخان الساخن. ومعدل الوفيات من المرضى الذين يعانون من الحروق الشديدة واستنشاق الدخان الساخن قد يزيد على ال 50%.[بحاجة لمصدر]
أي شخص يعاني أعراض ظاهرة من استنشاق الدخان الساخن ينبغي تقييمها على الفور من قبل الفنيين الطبيين كمسعف أو طبيب. قد تكون الرعاية الطبية المقدَمة غاية في الأهمية لإنقاذ حياة المريض، بما في ذلك التنفس الإصطناعي، حتى لو كان المصاب واعياً و يقظاً. وفي الوقت الذي ينتظر فيه المريض التدخل الطبي المقدًم، ينبغي توجيه المريض إلى الهواء النقي وإعطاؤه الأكسجين الطبي إذا كان متوفراً.

## العلاج
ويتكون العلاج من الأكسجين المرطَب، الموسَعات القصبية، الشفط، الأنبوب داخل الرغامي والعلاج الطبيعي للصدر. لا يوجد دور فعال للمضادات الحيوية أو الكورتيزول في علاج الأضرار الناتجة عن استنشاق الدخان الساخن. العلاج يعتمد على شدة استنشاق الدخان الساخن.

### الهيبارين المرذذ والأسيتيلسيستايين
عادة ما يبدأ علاج المستشفى مع الهيبارين المرذذ و الأسيتيلسيستايين و يستمر العلاج الإستنشاقي خمسة إلى سبعة أيام خلال إقامة المريض في المستشفى.

### العلاج بالاكسجين
يعتبر دائماً من مضاعفات استنشاق الدخان. الطريقة الأولى المفترضة في علاج تسمم أول أكسيد الكربون تشمل الأكسجين الإضافي في جزء صغير من الأكسجين المتنفس (FiO2) بنسبة مئة في المئة ومن ثم يتم استخدام أكسجين الضغط العالي.(HBO) و يقيم العلاج من قبل الأطباء.

## التسمم الجهازي
المنتجات، والتي لها تأثير على أجهزة الجسم، هي عبارة عن غازات تسبب الاختناق بشكل أساسي مثل غاز أول أكسيد الكربون وغاز السيانيد

### غاز أول أكسيد الكربون
أول أكسيد الكربون (CO) الذي تمتصه الرئتان وينتشر عبر الشعيرات الدموية، ويذوب في البلازما وخلايا الدم الحمراء، ويرتبط بعد ذلك بالهيموجلوبين. ونظرًا لأن قوة انجذابه يزيد عن 200 ضعف عن الأكسجين، مما يؤدي الى تقليل كمية الأكسجين المرتبطة بالهيموغلوبين، وبالتالي تحدث حالة نقص الأكسجين. بالإضافة إلى ذلك، يرتبط أول أكسيد الكربون المنطلق على مستوى الأنسجة بأنظمة إنزيم الميتوكوندريا، مما يؤدي إلى عدم قدرة الخلايا على استخدام الأكسجين من خلال المنافسة. وعند التعرض لفرط أول أكسيد الكربون، فإن إحدى ردات فعل الجسم الطبيعية هي زيادة التنفس. وبالتالي تحصل زيادة من مستوى أول أكسيد الكربون في الدم، مما يؤدي في النهاية الى الإصابة السكتة القلبية.

### السيانيد
بعد أن يدخل أيون السيانيد (CN-) إلى مجرى الدم، فإنه ينتشر في خلايا الجسم. ويرتبط بأيون الحديد ثلاثي التكافؤ في أنزيم مؤكسد سيتوكروم سي والذي يشارك بسلسلة عملية التنفس مع الميتوكوندريا، مما يتسبب في تثبيطه وبالتالي نقص الأكسجين في الأنسجة. يتحول التمثيل الغذائي إلى اللاهوائية، مما يؤدي إلى زيادة حماض الدم اللبني.

## وصلات خارجية
- Smoke Inhalation at eDoctor.co.in
- Emedicine Health

طب